# Masashige Kusunoki
Masashige Kusunoki (jap. 楠木 正成 Kusunoki Masashige; ur. 1294, zm. 1336) – japoński samuraj.

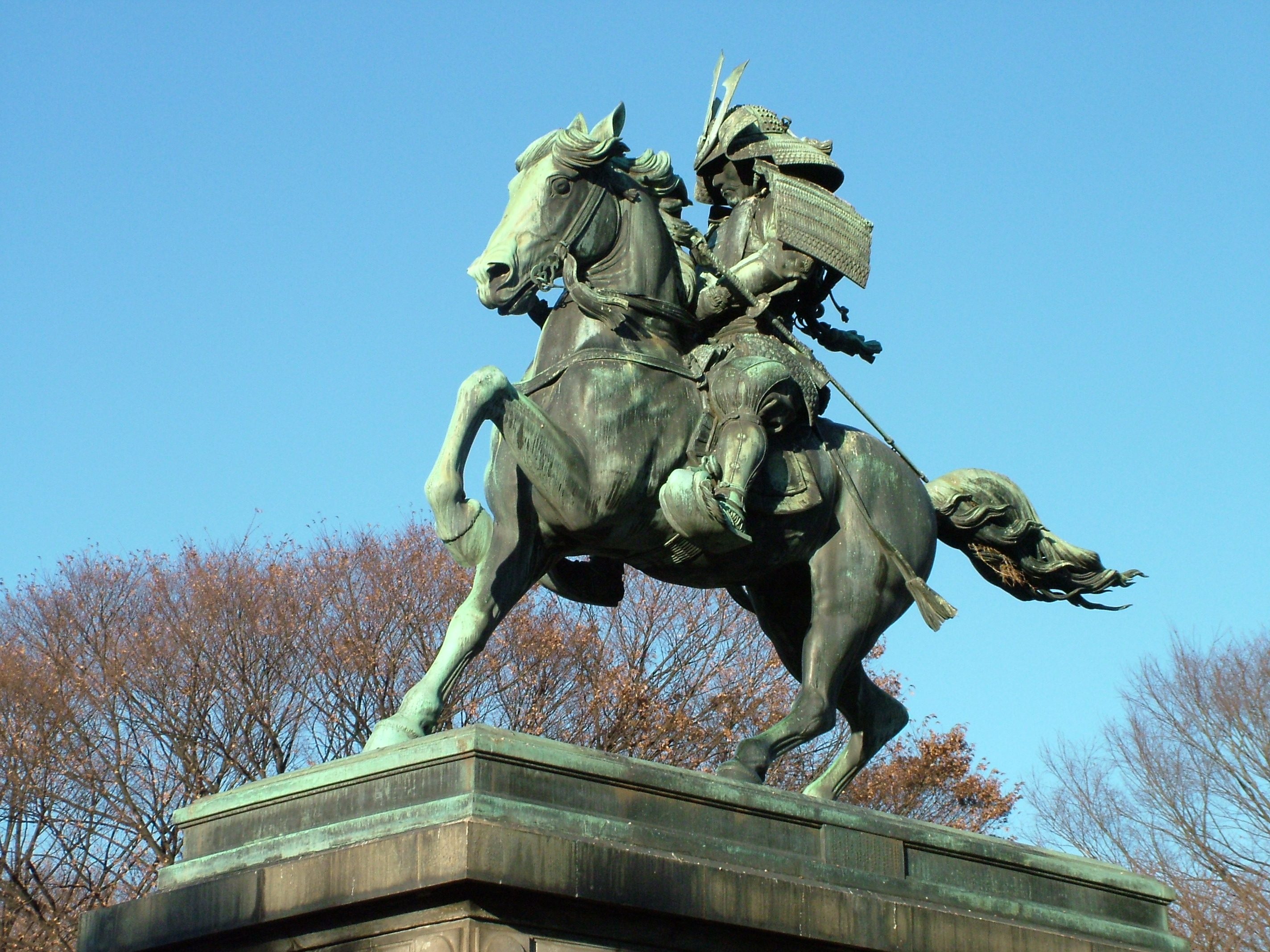
Pomnik Masashige Kusunokiego w parku publicznym przed cesarskim kompleksem pałacowym w Tokio

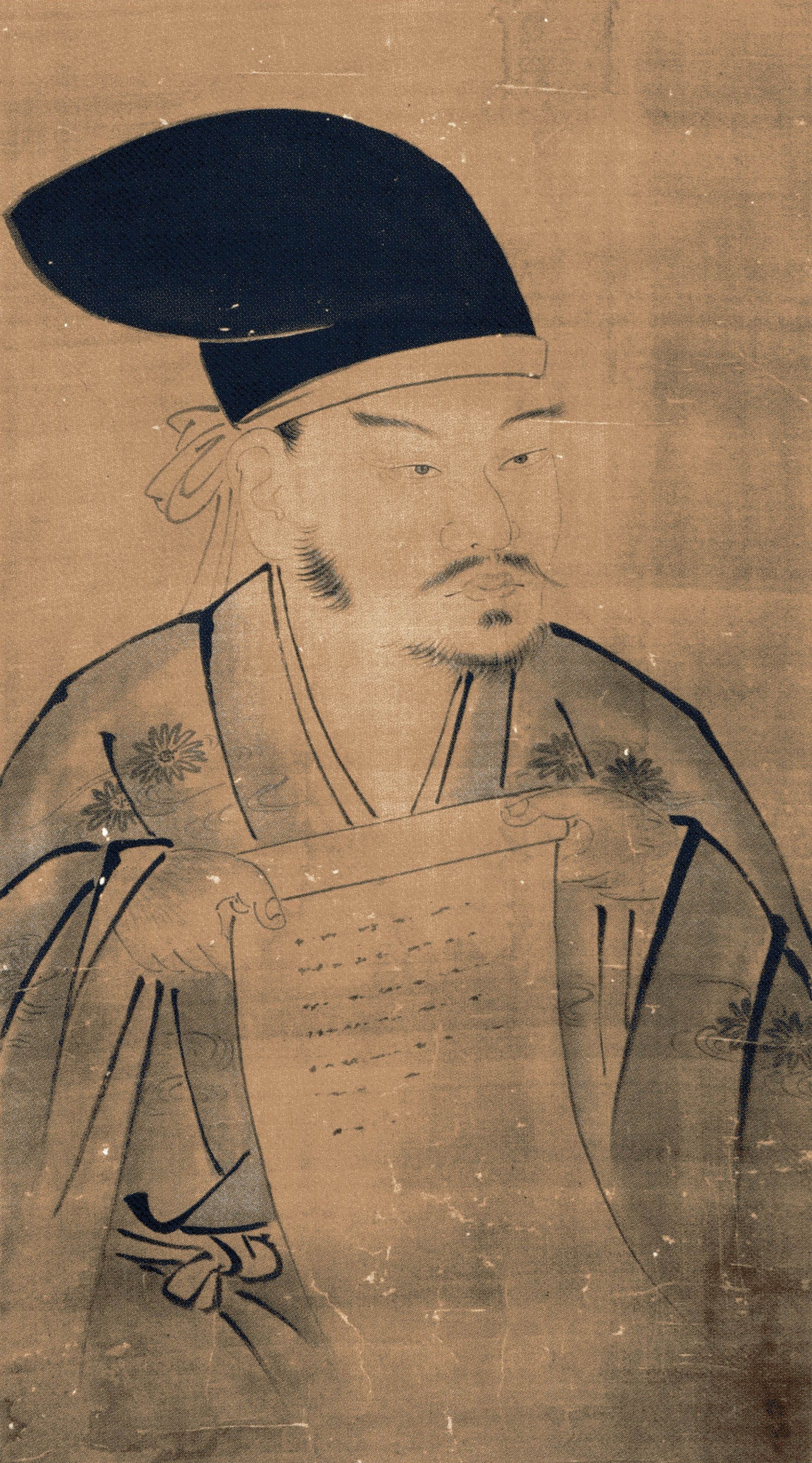
Sanraku Kanō (1559–1635), Portret Masashige Kusunokiego

Pochodził z prowincji Kawachi. Wspierał aktywnie cesarza Go-Daigo w walce przeciw siogunatowi Kamakura (wojna Genkō), a później podczas tzw. restauracji Kemmu (Kenmu no shinsei) przeciwko rodowi Ashikaga. Dowodził wojskami wiernymi cesarzowi przeciwko siłom Takaujiego Ashikagi w bitwie nad rzeką Minato w 1336 roku. Gdy jego armia została rozgromiona, popełnił seppuku.
Po śmierci stał się bohaterem licznych opowieści, w których przedstawiano go jako wzór samuraja i posłuszeństwa cesarzowi. Do mitu Kusunokiego sięgano szczególnie często w okresie wzrostu nastrojów nacjonalistycznych w czasie poprzedzającym II wojnę światową. W 1872 roku w miejscu bitwy nad rzeką Minato wzniesiono dedykowany mu chram shintō, gdzie odbiera cześć jako kami.